# Убийство православного священника в Эвенкии
Убийство иеромонаха Григория (Яковлева) произошло 21 марта 2000 года в посёлке Тура Эвенкийского автономного округа Красноярского края. Преступник — 27-летний Руслан Любецкий — убил священника самодельным шилом, отрезал ему голову перочинным ножом и поместил её на престол в церковном алтаре. Задержанный по горячим следам преступник назвал себя «воином Кришны» и заявил, что убийство он совершил по внушению внутреннего голоса, который он принял за «голос Кришны». Суд признал Любецкого невменяемым и определил его на принудительное лечение. Следствие установило, что преступник не имел отношения к вере кришнаитов и совершил преступление на почве сумасшествия. Несмотря на это, в некоторых православных источниках и публикациях СМИ Любецкого описывают как «кришнаита, совершившего ритуальное убийство православного священника». В марте 2010 года в СМИ появились сообщения о том, что вышедшего к тому времени из психиатрической больницы Любецкого задрал таёжный медведь-шатун.

## Убийца
Руслан Владимирович Любецкий (1973—2010), согласно одним источникам, был родом из города Болотное Новосибирской области, согласно другим — из Томской области. Любецкий рос необщительным и замкнутым ребёнком. Ещё в детстве у него проснулся интерес к духовным темам. В ранней юности он прочёл шиваитский текст, в котором рассказывалось о йогических и медитационных практиках, с помощью которых человек якобы мог обрести «мистические способности». Под впечатлением от прочитанного Любецкий с воодушевлением начал поклоняться Шиве, отыскивая для своей духовной практики уединённые места. Любецкий утверждал, что очень скоро к нему пришла способность «выходить из физического тела» и впадать в состояние транса, и что Шива лично явился ему, «познакомив» его с другим божеством индуистского пантеона — Кришной. Параллельно с практикой шиваизма Любецкий поклонялся Иисусу Христу, который, по его словам, также являлся ему.
В 1992 году Любецкого призвали в армию и отправили для прохождения службы в расположение войск связи в Новосибирской области. В воинской части царила дедовщина, из-за которой Любецкий дезертировал, прослужив всего три месяца. После дезертирства он странствовал по тайге, «где ему никто не мешал поклоняться богу Шиве». Там он однажды встретил человека, который подарил ему священный текст индуизма «Бхагавадгиту» и рассказал ему о Кришне.
В первый год после дезертирства Любецкий несколько раз посещал родительский дом, где «выслушивал нравоучения отца», пытавшегося уговорить сына сдаться милиции. Уговоры не подействовали, и в 1993 году Любецкий окончательно ушёл в тайгу, где жил в одиночестве в течение последующих 5 лет, промышляя охотой. Любецкий общался с охотниками, иногда выходил к селениям. Впоследствии он утверждал, что в районе Васюганских болот ему повстречались некие «воины Кришны», с которыми он провёл какое-то время.
Покинув ряды таёжной «армии Кришны», Любецкий нанёс визит в областные центры — Томск и Новосибирск. Там он попытался наладить контакты с общинами Международного общества сознания Кришны. Томские кришнаиты, заметив неадекватное поведение Любецкого, подарили ему кассеты с лекциями Бхактиведанты Свами Прабхупады и попросили «больше к ним не приходить». Подобным же образом поступили новосибирские кришнаиты: они вручили Любецкому чётки для повторения мантр и отказались принять его в свою общину.

## Жертва убийства
Жертва преступления, иеромонах Григорий (в миру Геннадий Михайлович Яковлев), родился 3 октября 1949 года в городе Бодайбо Иркутской области. По данным СМИ, он был двоюродным племянником советского государственного и партийного деятеля, члена Политбюро ЦК КПСС Михаила Суслова. По воспоминаниям духовника отца Григория, протоиерея Геннадия (Фаста), он был «очень ревностным христианином» и отличался «несколько резким и категоричным характером». В юности будущий священник был «ярым коммунистом и атеистом», состоял в КПСС, но потом изменил свои взгляды и принял православие. В 1968 году он окончил Ангарский политехникум. В 1969—1972 годах служил в Военно-морском флоте, затем учился в Одесском государственном университете, который окончил в 1978 году. В том же году стал прихожанином православного храма Барнаула и принял крещение. В начале 1980-х годов служил алтарником в храме города Анжеро-Судженска, затем нёс послушание в Покровском соборе города Тобольска и служил в качестве псаломщика в Успенском соборе города Енисейска. 12 декабря 1986 года принял сан диакона, 13 декабря того же года — сан иерея. В 1987 году стал настоятелем сельского Свято-Никольского храма в Иркутской области. В январе 1995 года начал служить в Спасо-Преображенском монастыре Енисейской епархии, где в марте того же года был пострижен в монахи. В ноябре 1997 года стал настоятелем Свято-Троицкого храма в посёлке Тура.

## Обстоятельства убийства
В ноябре 1998 года Руслан Любецкий появился в посёлке Тура, где поселился в частной гостинице под именем «Романа Гаврилова». Местные жители посчитали «Романа» «человеком странным, даже помешанным». Вскоре Любецкий познакомился с настоятелем местного православного храма иеромонахом Григорием, который приютил его у себя дома, помог ему пищей и деньгами. В Туре Любецкий занимался охотой и рыболовством, а также проводил время в богословских спорах с отцом Григорием и с местными баптистами. Григорий активно проповедовал «язычнику», желая обратить его в православие. Эти беседы, однако, не привели Любецкого в лоно православной церкви, а, наоборот, вызывали у него раздражение. Любецкий пришёл к выводу, что отец Григорий, постоянно напоминая людям об их грехах, тем самым способствует их духовной деградации. Будущему убийце также показалось, что священник оскорбляет Иисуса Христа, который, по его глубокому убеждению, был «сыном Кришны». Любецкий утверждал, что накануне убийства он пережил состояние транса, в котором ему открылось, как и чем надлежало убить иеромонаха. В других источниках говорится, что Любецкий рассказывал, как к убийству священника его побуждал голос, который он слышал во сне и принимал за «голос бога Кришны». По свидетельству очевидцев, за два дня до совершения преступления Любецкий открыто говорил о своём намерении убить отца Григория за его «неправедность».
21 марта около 3 часов ночи Любецкий, вооружившись самодельным шилом, сделанным из сварочного электрода, подошёл к дому отца Григория. Узнав Любецкого по голосу, священник открыл ему дверь. Убийца нанёс своей жертве более десяти ударов в область сердца и в шею. По данным начальника УВД Эвенкийского автономного округа полковника Ивана Панова, преступник затем отрезал голову священника карманным ножом (который при этом сломался), отнёс её в примыкавшую к дому иеромонаха церковь, обошёл в алтаре вокруг престола, оставив на полу след в виде кровавого кольца, и бросил голову на престол. После этого Любецкий отправился в баню, где сжёг окровавленную одежду, принял омовение и как ни в чём не бывало пошёл спать. Он был задержан в тот же день и сразу же сознался в содеянном.
Следователям Любецкий представлялся под именами «Романа Кришнина» и «Романа Харевича Кришница». В связи с этим полковник Панов сообщил журналистам, что «Роман», возможно, взял фамилию «Кришниц» в честь индуистского бога Кришны, которого почитают кришнаиты. В то же самое время Панов счёл маловероятным, что убийца был кришнаитом. Начальник УВД отметил, что знаком с кришнаитским вероучением и что кришнаиты не проповедуют насилие.

## Расследование и суд

### Официальное расследование
Для расследования дела была создана специальная комиссия, в которую вошли сотрудники УВД и прокуратуры, психиатры и представители Енисейской епархии. Из-за появившихся в СМИ сообщений о кришнаитском вероисповедании Любецкого и о ритуальном характере убийства следователи попросили журналистов не делать «скоропалительных выводов» о религиозной принадлежности убийцы.
Любецкий трижды подвергался психиатрическому освидетельствованию. Комиссия пришла к выводу, что он не имел никакого отношения к вере кришнаитов и совершил убийство из-за тяжёлого психического заболевания. По информации следователя Петра Плохова, сам убийца также отрицал свою связь с Обществом сознания Кришны. На допросе Любецкий заявил, что принадлежит к дислоцированной в тайге «законспирированной организации воинов Кришны». Однако следствие пришло к выводу, что эта таёжная «армия Кришны» существовала только в голове умалишённого убийцы.
Следствию удалось разыскать отца Руслана — Владимира Любецкого. Прибыв на место убийства, Любецкий-старший отметил, что не в состоянии поверить, что такое мог совершить его сын. Корреспонденту «Независимой газеты» Владимир Любецкий заявил, что и он сам, и его сын всегда были атеистами.
Поскольку Любецкий оказался дезертиром, в мае 2000 года его дело было передано для дальнейшего расследования в военную прокуратуру Красноярского гарнизона.

### Расследование представителей Общества сознания Кришны
22 марта 2000 года, на следующий день после убийства, московские представители Центра обществ сознания Кришны в России (ЦОСКР) создали специальную комиссию, члены которой отправились в Красноярск для выяснения степени принадлежности Любецкого к кришнаитам. 23-24 марта кришнаиты встретились с представителями гражданских властей и следственных органов, провели беседы с местными жителями и священнослужителями РПЦ, организовали пресс-конференцию. В отчёте об этой поездке утверждалось, что убийца «не имел никакого отношения ни к религии вообще, ни к индуизму в частности».
7 апреля комиссия огласила своё заключение, которое впоследствии было направлено в следственные органы УВД Туры. В заключение утверждалось, что преступник никогда не был членом кришнаитских общин и никогда не общался с духовными наставниками кришнаитов. Его образ жизни явно не соответствовал нормам, принятым среди последователей Общества сознания Кришны. На момент задержания он не имел при себе никаких предметов кришнаитского культа, а при обыске у него не было обнаружено кришнаитской литературы. В заключение также утверждалось, что действия Любецкого были «похожи на действия маньяка-одиночки».

### Суд
Суд над Любецким провела в Красноярске выездная коллегия Западно-Сибирского военного окружного суда. 25 января 2001 года был оглашён приговор, согласно которому Любецкий был признан невменяемым и определён на принудительное лечение в психбольницу.

## Реакция

### Средства массовой информации
Корреспондент газеты «Московский комсомолец» М. Е. Гриднева назвала убийство одним из «самых „громких“ преступлений» в отношении священнослужителей, наряду с убийством Александра Меня и «кровавой резнёй» в монастыре «Оптина пустынь», где в 1993 году на Пасху сатанист убил трёх монахов. Гриднева также отметила, что это «изуверское убийство … потрясло буквально всю страну».
В августе 2013 года информационное агентство «Русский Запад» отметило, что мотивы преступления остались тайной и убийства священников становятся всё более жестокими.

### Русская православная церковь

#### Патриарх Алексий II
24 марта 2000 года патриарх Алексий II отправил на имя архиепископа Красноярского и Енисейского Антония телеграмму соболезнования, в которой назвал убийство злодеянием, «направленным против Святой Церкви». Патриарх сообщил, что молится за злодейски убитого клирика РПЦ «дабы Господь упокоил душу его в селениях небесных и сотворил ему вечную память» и отметил, что убитый при жизни «всецело посвятил себя служению Богу и людям».

#### Священный Синод
20 апреля 2000 года Священный Синод РПЦ выступил с заявлением по поводу гибели иеромонаха Григория. В заявлении утверждалось, что это убийство «глубоко потрясло» последователей РПЦ и граждан России и что «убийца вкладывал в содеянное определённый религиозный смысл». Иерархи РПЦ охарактеризовали это событие как «ещё одно проявление глубокого духовного кризиса», переживаемого российским обществом, и высказали мнение, что в России происходит «разгул преступности, утрата ценностных и нравственных ориентиров, пропаганда насилия и вседозволенности». По убеждению Синода, в этой благоприятной среде в России появились различные «сатанинские и оккультные секты, отрицающие ценность человеческой жизни и открыто демонстрирующие ненависть к христианству». Члены Синода заявили, что эти деструктивные культы «представляют собой чрезвычайную опасность для общества» и что «дальнейшее попустительство и невнимание к преступным плодам их деятельности чревато новыми, ещё более трагическими последствиями». В заявлении также отмечалось, что скорбя о «трагической кончине» иеромонаха, РПЦ помнит о том, что «кровью мучеников утверждается Православие».

#### Красноярская епархия
23 марта 2000 года Красноярская епархия выступила с заявлением, в котором назвала убийство «следствием широкой рекламы в средствах массовой информации всякого рода псевдорелигиозности, возврата к диким языческим культам сатанизма и культивации идеи многобожия нового образца».

### Общество сознания Кришны
Сообщения в прессе о том, что кришнаит совершил убийство священника, встревожило представителей российского Общества сознания Кришны. Опасаясь возможных враждебных действий против кришнаитов, глава Центра обществ сознания Кришны в России Сергей Зуев (духовное имя — Сучару Дас) выступил с заявлением, в котором сообщил, что преступник никогда не был связан с Обществом сознания Кришны. Зуев особо подчеркнул, что учение кришнаитов исключает «любое насилие не только по отношению к людям, но даже к животным».

## Память
В память об убитом священнике в пос. Тура была построена новая церковь.
В 2002 году в память об отце Григории в Красноярске вышла книга «Зигзаг молнии в ненастный день», описывающая «жизнь и мученическую кончину отца Григория». Книга была подготовлена духовником Григория — протоиереем Геннадием — и творческой группой православного издательства «Енисейский благовест». В сборник вошли очерки самого Геннадия Фаста, писателя Анатолия Зябрева, журналиста Андрея Павлова, а также воспоминания других людей, знавших иеромонаха. Книгу удалось опубликовать благодаря поддержке губернатора Эвенкийского автономного округа Бориса Золотарёва и ряда других красноярских и эвенкийских государственных служащих.
Сюжет об убийстве иеромонаха Григория вошёл в 3-ю часть серии расследований «Религиозные секты: свобода от совести» журналиста Александра Егорцева, снятой в 2004 году.
В 2018 году в память об отце Григории в поселке Тура был открыт памятный крест, установленный на том месте, где ранее находилась старая церковь, в которой произошло трагическое событие.
В честь памяти отца Григория на сессии Туринского поселкового совета депутатов в 2025 году было принято решение официально утвердить 21 марта как День памяти Иеромонаха Григория.